# Steinheidel
Steinheidel ist ein Ortsteil der Gemeinde Breitenbrunn/Erzgeb. im sächsischen Erzgebirgskreis.

## Lage
Steinheidel liegt am Hang des 713 m hohen, steil in das Schwarzwassertal abfallenden Brandberges, westlich der heute nicht mehr mit Kraftfahrzeugen befahrbaren alten Poststraße über Jägerhaus nach Schneeberg.

## Geschichte
Die Anfänge von Steinheidel, früher auch nur Steinheide genannt, gehen auf den Bergbau im 16. Jahrhundert zurück. 1534 wurde dieser Flurname erstmals urkundlich erwähnt.
Im Schwarzwassertal bei Steinheidel waren noch zu Beginn des 19. Jahrhunderts zwei Köhlereien und am Abhang die Zeche „Rother und weißer Löwe“ mit Hut- und Schankhaus in Betrieb. Aus Letzterem ging später der Gasthof Steinheidel, bekannt als Staahaadler Aff (benannt nach einem Mandolinen-Orchestrion mit einem Affen), hervor. Das Bergwerk wurde auf Zinn und Eisen betrieben, jedoch wieder liegen gelassen. 1796 nahm der Schönheider und Wolfsgrüner Hammerherr Carl Gottlob Rauh den Betrieb wieder auf. Bis zum 30. Dezember 1802 hatte man den Stollen schon ¼ Stunde weit vorgetrieben, da erfolgte, trotz aller Vorsicht, ein Wasserdurchbruch aus alten Bauen und tötete zwei Arbeiter; ihre Leichen wurden erst im April 1803 aufgefunden und feierlich nach Breitenbrunn überführt. Ein noch größeres Unglück wurde lediglich durch einen glücklichen Zufall verhindert; eine zu dieser Zeit angesetzte Befahrung des Stollens hatte sich verzögert, weil dem teilnehmenden Bergbeamten kein Pferd verfügbar war und er deshalb zu Fuß von Johanngeorgenstadt aufbrach. Dem Steiger gelang es noch, sich vor eine Wasserblende zu retten. Die Wartenden wurden am Stollenmundloch Zeugen der Flut, die den Ausbau fortriss und den Stollen zum Verbruch brachte. Bei der Untersuchung der angefahrenen alten Grubenbaue zeigte sich, dass diese offenbar fluchtartig verlassen wurden – neben Resten einer Kunst fand man reichlich Gezähe sowie einen zum Feuersetzen vorbereiteten Holzstoß.
Nach dem Erwerb des Hammerwerkes Wolfsgrün kaufte der sächsische König 1811 den Stollen vom überschuldeten Hammerherrn Carl Gottlob Rauh und schlug ihn zu den Johanngeorgenstädter Revierstölln zu. Ziel der Übernahme war beschleunigte Anfahrung des Michaelis und Johannes Scharkreuzes zur tiefen Lösung der Eisensteingruben Michaelis und Johannes am Fällbach. Der Streckenvortrieb gestaltete sich wegen des aufgelösten Granits und Wettermangels schwieriger und deutlich kostspieliger als erwartet. Häufige Brüche verhinderten einen zügigen Vortrieb. Am 23. Dezember 1833 ereignete sich ein weiterer schwerer Unfall, als bei der Aufwältigung eines kleineren Bruches auf dem Stollen aufgelöste Massen hereindrückten und zwei Bergleute unter sich begruben. Einer der beiden tödlich Verunglückten war der Knappschaftsälteste des Schwarzenberger Reviers, Obersteiger Ullmann. Wenig später erfolgte eine Modifizierung des Betriebszieles durch die Anlegung eines Querschlages, der zum Elterlein-Schacht führen sollte. Nachdem der Besitzer von Michaelis Fundgrube, Hans Heinrich von Elterlein, sich wegen wirtschaftlicher Schwierigkeiten nicht mehr in der Lage sah, den Vierten Pfennig zum Stollenortsbetrieb beizutragen und schließlich seine Grube lossagte, bestand für den weiteren Fortbetrieb des Stollens kein Erfordernis mehr. Die Bauhafthaltung, d. h. die Inbetriebhaltung, des Stollens wurde wegen Schwierigkeiten bei der Aufwältigung eines großen Bruches schließlich aufgegeben und der königliche Stollen 1840 losgesagt.
In der Nähe dieses Stollens lag früher noch die Eigenlehnerzeche Gnade Gottes Fundgrube.
Steinheidel war meist auf Bergfreiheiten angebaut und gehörte daher unter das Bergamt Schwarzenberg, später unter das vereinigte Bergamt Johanngeorgenstadt, bis auf zwei Waldhäuser im Tal und ein Jägerhaus, welche unter dem Kreisamt Schwarzenberg standen. Um 1900 entwickelte sich in Steinheidel der Fremdenverkehr. Die Gemeinde umfasste die Ortsteile Steinheidel, Fällbach, Erlabrunn und Georgenthal.
Nach dem Bau des Wismut-Bergarbeiterkrankenhauses in Erlabrunn 1950/51 wurde für die Gemeinde der Doppelname Steinheidel-Erlabrunn eingeführt, der am 15. Juli 1967 in Erlabrunn verkürzt wurde. Am 1. Juli 2005 wurde die Gemeinde Erlabrunn mit ihrem Ortsteil Steinheidel nach Breitenbrunn eingemeindet.